# Winda Carla Flohra w Poznaniu

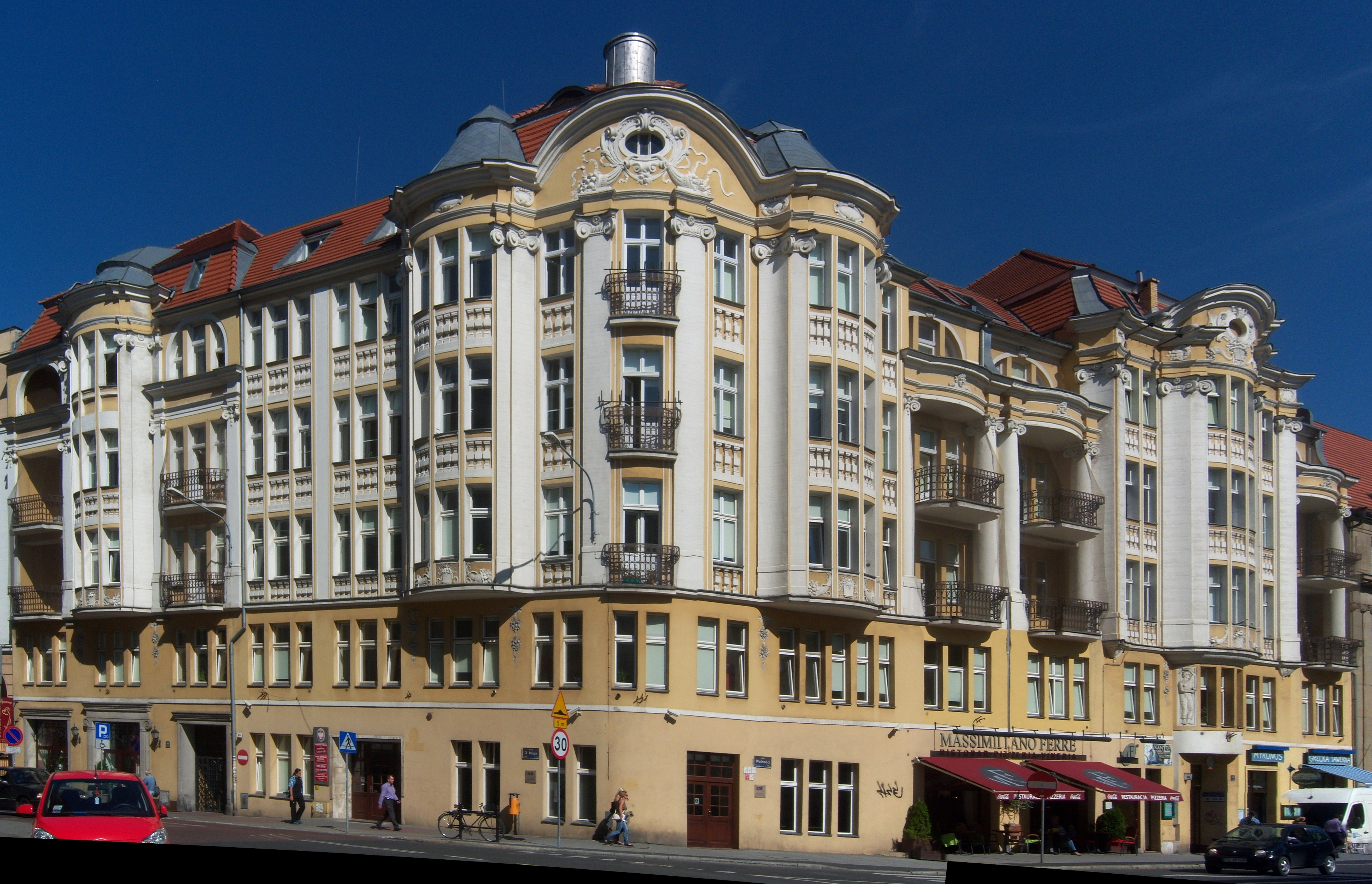
Kamienica Towarzystwa Ubezpieczeniowego Union w Poznaniu, w której jest zainstalowana winda Carla Flohra

Winda Carla Flohra – zabytkowa winda zlokalizowana w centrum Poznania, w budynku przy placu Wolności 14, pochodzącym z lat 1910-1911 (kamienica Towarzystwa Ubezpieczeniowego Union). 
Winda, co do której trwała (2010) procedura wpisu do rejestru zabytków, jest urządzeniem sprawnym techniczne, ale na co dzień nieużytkowanym. Winda obsługuje ruch dla pięciu kondygnacji i była dawniej dźwigiem dla służby oraz dostawców, ponieważ winda główna (zlikwidowana w początkach XXI wieku) dla interesantów ówczesnej prokuratury (wcześniej Związku Spółdzielni Mleczarskich, a obecnie Urzędu Miasta) znajdowała się od strony ul. 3 Maja. Prawdopodobnie oba dźwigi zamontowano w okresie budowy gmachu (na jednym z elementów konstrukcyjnych widnieje rok 1903, ale jest to zapewne rok odlania części). Urządzenie wyprodukowała firma Carl Flohr i zdaniem Jacka Raczkowskiego (znawcy technologii windowej) oraz Leszka Fidelusa (z Urzędu Dozoru Technicznego w Krakowie) jest to najprawdopodobniej najstarsza winda działająca w Polsce. Przedsiębiorstwo Carl Flohr było dostawcą wind do wielu prestiżowych gmachów w Europie, m.in. windy z tym znakiem, do lat 80. XX wieku, obsługiwały wieżę Eiffla.
Dźwig jest panoramiczny, kabina wyłożona fornirem z trzech rodzajów drewna, ze śladami dawnych wypełnień masą perłową. Sufit ażurowy. Udźwig – 300 kg. Wyposażenie częściowo zmodernizowane w latach 70. XX wieku (plafon, wykładzina podłogowa, panel sterujący, silnik). W razie awarii istnieje możliwość użycia napędu ręcznego – na korbę. W początkowym okresie eksploatacji windę prowadził dźwigowy. Po restauracji w 1985 (przez firmę Raczkowskiego) działa samoczynnie, ale Urząd Dozoru Technicznego nakazał podzielić kabinę specjalnym stalowym drągiem, celem wyeliminowania wypadków przeciążenia. 